# Янабино
Янабино (тат. Янәби) — деревня в Усть-Таркском районе Новосибирской области. Входит в состав Дубровинского сельсовета.

## География
Площадь деревни — 19 гектаров.

## Население
| 2002 | 2007 | 2010 |
| ---- | ---- | ---- |
| 143  | ↘125 | ↘101 |

## Инфраструктура
В деревне по данным на 2007 год функционируют 1 учреждение здравоохранения и 1 учреждение образования.